# Axel Bellinghausen
Pour les articles homonymes, voir Bellinghausen.
Axel Bellinghausen est un footballeur allemand, né le 17 mai 1983 à Siegburg en Allemagne. Il évolue comme milieu gauche.

## Palmarès
Vierge